# Damaliscus lunatus

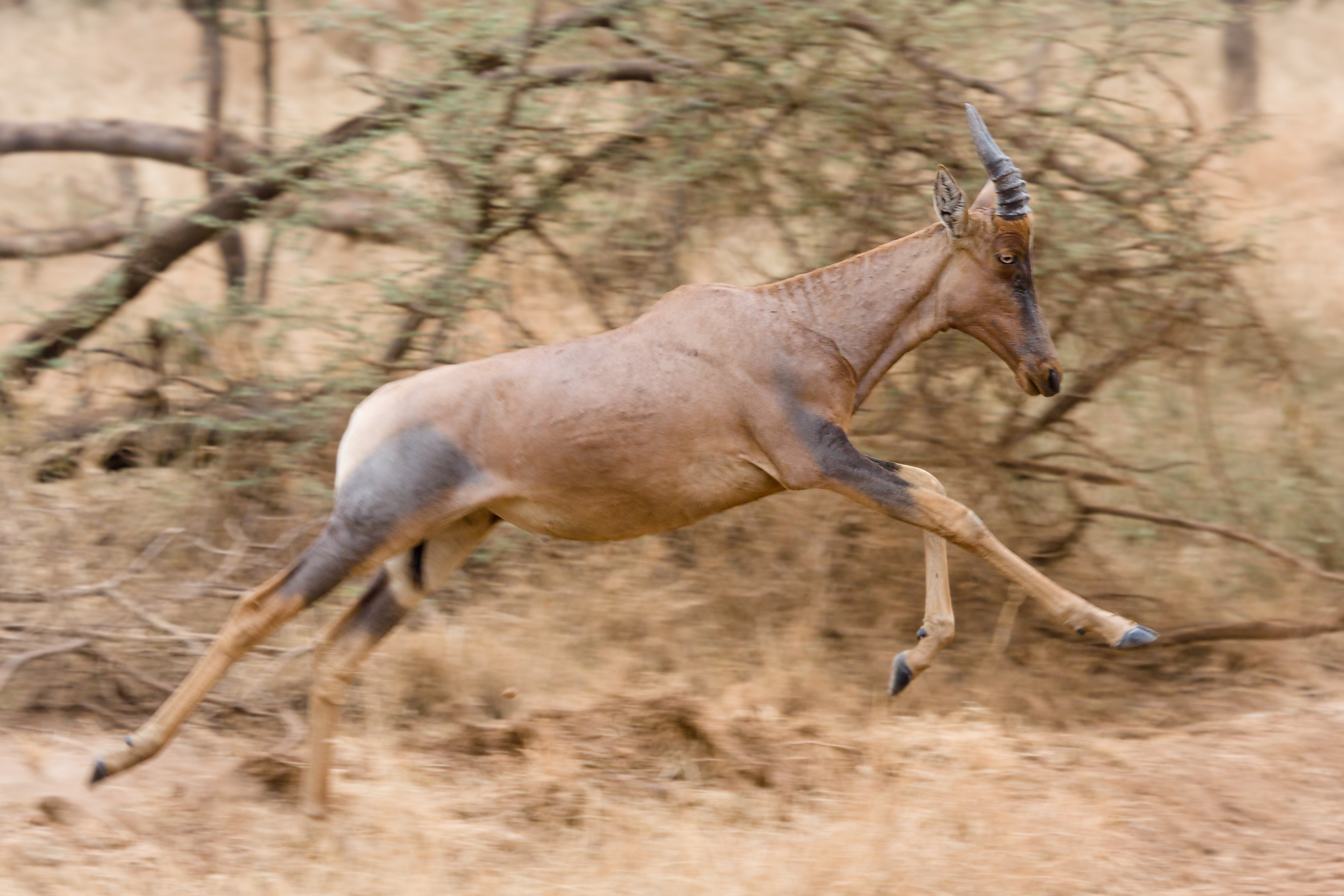
Topi del Serengeti in corsa.

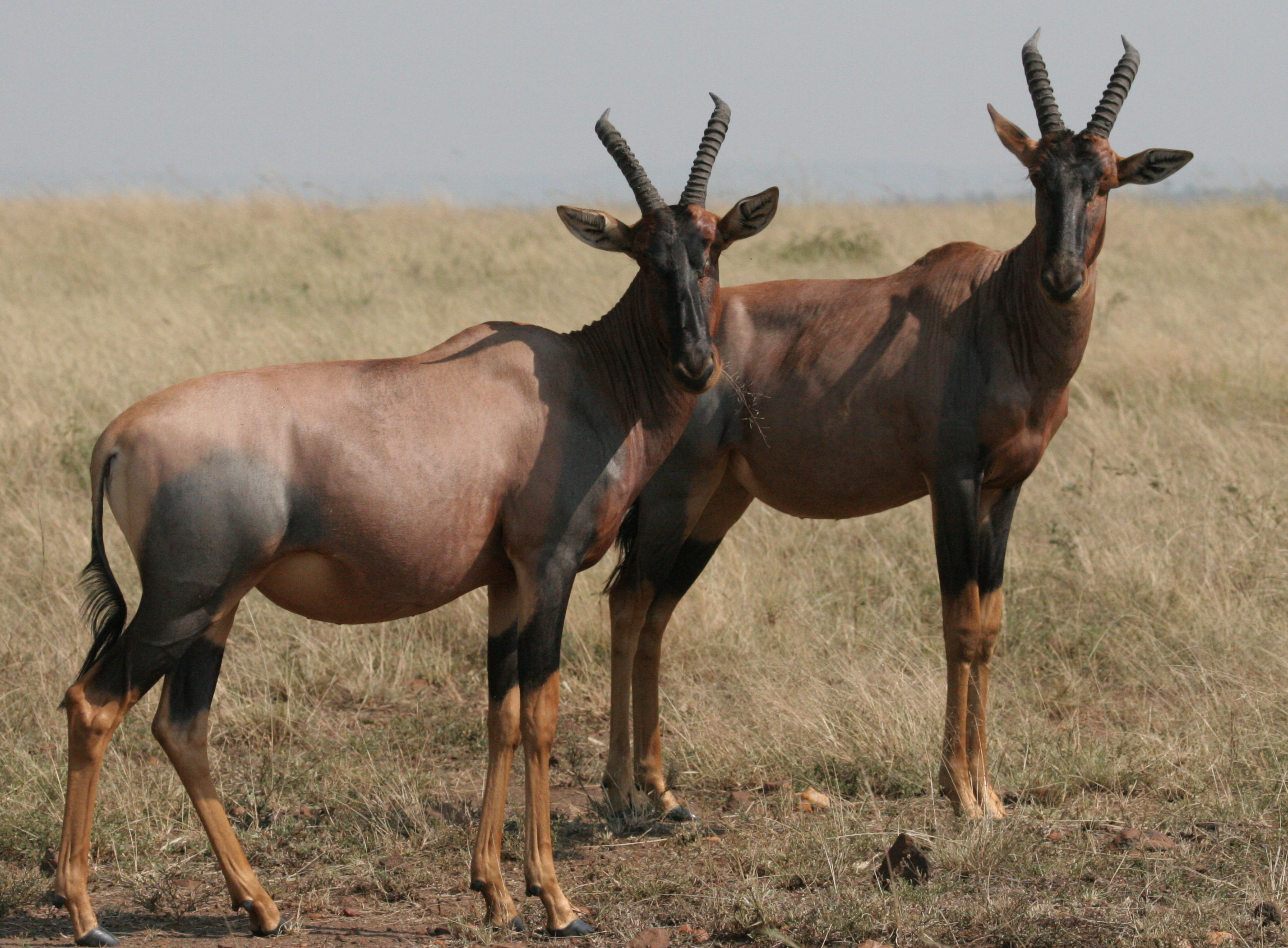
Topi del Serengeti nel Masai Mara.

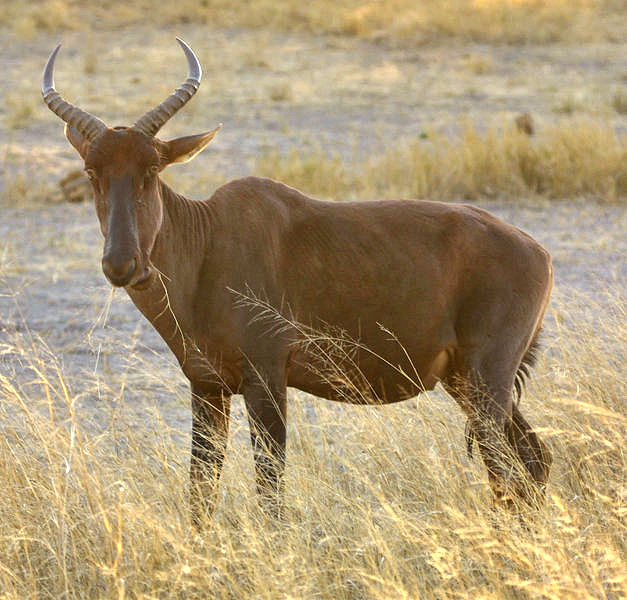
Il sassaby (D. l. lunatus), la sottospecie più meridionale.

Il damalisco comune (Damaliscus lunatus Burchell, 1824) è un'antilope africana della sottofamiglia degli Alcelafini. È presente in quasi tutte le zone di savana dell'Africa sub-sahariana, anche se in molte aree oggi si rinviene soltanto nelle aree protette.

## Descrizione
A seconda della sottospecie, il damalisco comune misura tra i 150 e i 205 cm di lunghezza e tra i 100 e i 130 cm di altezza al garrese. La coda misura 40-60 cm e le corna possono raggiungere i 72 cm di lunghezza. Il peso varia tra i 75 e i 160 kg. Di forme e dimensioni simili all'alcelafo, ha una testa meno allungata dal profilo leggermente concavo. Le corna sono massicce, anulate e incurvate all'indietro con punte convergenti (a lira); nella sottospecie meridionale o sassaby (D. l. lunatus) la testa è piccola e le corna, sottili e corte, si incurvano lateralmente e all'indietro. Il pelo è rasato e molto lucido: castano-bruno nelle sottospecie meridionali e orientali (D. l. lunatus, D. l. superstes e D. l. jimela), diviene più rosso porpora brunastro nelle sottospecie nord-orientali e centrali (D. l. topi e D. l. tiang) e decisamente rosso vivace più o meno aranciato a nord-ovest (D. l. korrigum). Tutte le sottospecie presentano un disegno molto simile con fronte e muso, parte alta degli arti, spalle e cosce color grigio-nero bluastro; la parte inferiore degli arti, le ascelle e l'inguine sono giallo ocra. Solo D. l. lunatus ha inguine e addome bianchi. Come per l'alcelafo, le dimensioni sembrano diminuire andando da ovest verso est e sud. Ha ghiandole preorbitali e sulle zampe.

## Distribuzione e habitat
Il damalisco comune una volta era ampiamente diffuso nelle savane, soprattutto nelle pianure alluvionali, dell'Africa a sud del Sahara, ed era una delle specie di antilopi più comuni dell'Africa. Oggi, tuttavia, è scomparso da gran parte del suo areale e si incontra di solito solo all'interno di parchi nazionali ed aree protette. Da alcuni paesi, come Mali, Mauritania, Mozambico, Senegal, Burundi e Gambia, è scomparso del tutto.

## Biologia
In quanto specie che si nutre esclusivamente pascolando, il damalisco comune predilige le savane aperte, in particolare le pianure alluvionali. In grado di correre molto velocemente, può raggiungere per brevi tratti punte di 70 km/h. Quando è in corsa si muove in maniera caratteristica, scuotendo vigorosamente la testa su e giù.
I damalischi vivono in piccoli branchi composti da un maschio dominante e da un numero variabile di femmine, otto in media, con i loro piccoli. Quando raggiungono un anno di età, i giovani maschi vengono allontanati dalla mandria, mentre le femmine rimangono per lo più all'interno del branco originario. Durante i primi anni di vita, i giovani maschi formano associazioni di scapoli che si dissolvono non appena raggiungono i quattro anni, età nella quale sono già abbastanza grandi per guidare una propria mandria. I maschi dominanti difendono il proprio branco contro gli intrusi; quando due maschi rivali si fronteggiano, di norma cercano di impressionare l'avversario con apposite posture di minaccia, ma nei rari casi in cui questo non basta, possono scoppiare feroci duelli combattuti a colpi di corna. I maschi che vengono così allontanati dal proprio branco terminano la loro vita conducendo un'esistenza solitaria.

## Tassonomia
Tradizionalmente, il damalisco comune è sempre stato considerato come una specie distinta, classificata sotto il nome scientifico Damaliscus lunatus, nella quale venivano distinte cinque sottospecie. Nel 2003, tuttavia, alcuni studiosi iniziarono a mettere in discussione il fatto che le varie forme di damalisco appartenessero ad una sola specie; quando venne descritto per la prima volta il sassaby del Bangweulu, esso venne inizialmente considerato una specie separata (Damaliscus superstes) e altri studiosi si domandarono se anche le altre forme fossero distinte abbastanza da giustificare l'appartenenza a specie diverse. Nel corso di una revisione della classificazione dei Bovidi, nel 2011, tutte le sottospecie sono state considerate specie a sé. Attualmente le sottospecie riconosciute sono sei:
- D. l. korrigum (Ogilby, 1837), il korrigum, originario dell'Africa occidentale. In passato il suo areale si estendeva dal sud della Mauritania e dal Senegal fino al Ciad occidentale, ma in molte aree è stato sterminato. Ormai quasi tutti gli esemplari rimasti vivono all'interno delle aree protette, in particolare nel complesso dei parchi nazionali W-Arly-Pendjari nella zona di confine tra Burkina Faso, Niger e Benin, nonché nel parco nazionale di Waza e nel parco nazionale del Bénoué nel nord del Camerun. Il numero totale di esemplari viene valutato in circa 1850-2650 esemplari[1]. Viene classificato come «in pericolo» (Endangered) dalla IUCN[5].
- D. l. tiang (Heuglin, 1863), il tiang, molto simile nell'aspetto al korrigum. Un tempo il suo areale ricopriva il Ciad meridionale, la Repubblica Centrafricana settentrionale, il Sudan meridionale, l'Etiopia sud-occidentale e il Kenya nord-occidentale. È una sottospecie ancora relativamente numerosa e probabilmente il numero di esemplari oscilla tra le 50.000 e le 150.000 unità. In alcune zone, come nel parco nazionale di Boma, tuttavia, il numero di esemplari sembra essere in declino. In alcune regioni è presente esclusivamente all'interno delle aree protette. La popolazione più numerosa dell'Africa centrale è quella che vive nel parco nazionale di Zakouma. Il numero degli esemplari che vivono nel parco nazionale del Dinder non è noto con esattezza, ma è probabile che sia piuttosto limitato. La sottospecie è presente anche nella riserva faunistica di Salamat, nel parco nazionale del Manovo-Gounda St. Floris, nel parco nazionale dell'Omo, nel parco nazionale di Mago e nel parco nazionale di Sibiloi in Kenya[1].
- D. l. jimela (Matschie, 1892), il topi del Serengeti, originario delle savane della regione dei Grandi Laghi, in Africa orientale. Originariamente era diffuso nel Kenya sud-occidentale, nella Tanzania nord-occidentale e occidentale, nell'Uganda orientale e sud-occidentale, nel Ruanda nord-orientale e nelle pianure alluvionali del Burundi orientale. Nel Burundi, però, è ormai estinto da tempo. La stragrande maggioranza delle popolazioni vive all'interno di aree protette, in particolare nel parco nazionale dei Virunga (RDC), nel parco nazionale Queen Elizabeth (Uganda), nonché nel complesso dei parchi nazionali Serengeti-Mara (Kenya, Tanzania). In alcune zone, il numero di esemplari è diminuito durante gli ultimi anni. Complessivamente, è probabile che ve ne siano in tutto circa 100.000 esemplari[1].
- D. l. topi Blaine, 1914, il topi della costa. Diffuso nella regione costiera del Kenya settentrionale e della Somalia, viene classificato come «in pericolo» (Endangered)[6].
- D. l. lunatus (Burchell, 1824), il sassaby, originario dell'Africa meridionale. Ancora molto numeroso, vive ben protetto all'interno di parchi nazionali come la riserva faunistica Moremi, il parco nazionale di Chobe e il parco nazionale Kruger. Tuttavia, all'interno del parco Kruger il numero di esemplari era sceso, nel 1996, ad appena 220 capi. La popolazione totale supera i 30.000 esemplari, diffusi soprattutto nelle aree protette e su terreni privati. Il numero di individui è in aumento[1].
- D. l. superstes Cotterill, 2003, il sassaby di Bangweulu. Anche se oggi è diffuso solamente nella regione del Bangweulu, nel nord dello Zambia, in passato era presente anche nelle aree limitrofe della Repubblica Democratica del Congo[1].

Wilson e Reeder (2005) suddividono il damalisco comune in tre specie distinte: Damaliscus lunatus, alla quale apparterrebbe solamente la forma meridionale (il sassaby), Damaliscus superstes, la forma della regione del lago Bangweulu, e Damaliscus korrigum, comprendente tutte le sottospecie settentrionali (D, l. topi, D. l. korrigum e D. l. jimela; D. l. tiang non viene riconosciuto).
Il damalisco di Hunter, in passato considerato talvolta come una sottospecie del damalisco comune, viene attualmente classificato come una specie distinta (appartenente inoltre ad un genere a sé).